# 村地翼
村地 翼（むらち つばさ、1997年1月14日 - ）は、日本の元プロボクサー。兵庫県伊丹市出身。駿河男児ボクシングジム所属。元WBOアジアパシフィックスーパーフライ級王者。

## 来歴
中学でボクシングを始めて、西宮香風高を経て、東洋大へ進学。3年生で大学を中退して駿河男児ジムに入門。
2018年5月20日のプロデビュー戦は1回KO勝ち。
2019年9月21日、後楽園ホールにてWBOアジアパシフィックスーパーフライ級王座決定戦でフローイラン・サルダールと対戦し、8回54秒TKO負けを喫した。
2020年9月27日、ふじさんめっせで川端遼太郎とバンタム級8回戦で対戦し、8回3-0（79-73、80-72×2）で勝利した。
2021年9月5日、ふじさんめっせで中村祐斗と対戦し、8回1-1（75-77、78-74、76-76）で引き分けとなった。
2022年10月30日、ふじさんめっせにて行われたWBOアジアパシフィック・スーパーフライ級王座決定戦で同級7位ウィルベルト・ベロンドと対戦し、12回3-0（117-111、117-111、118-110）で勝利し、王座を獲得した。
2022年12月25日、世界への可能性を広げるためにスーパーフライ級で日本王座とOPBF王座獲得を目指していくという理由でWBOアジアパシフィック王座を返上した。
2023年9月22日、後楽園ホールで日本スーパーフライ級王者の高山涼深に挑戦し、8回2分44秒TKO負けを喫し王座獲得に失敗した。
2024年1月27日、自身のSNSで引退を表明した。

## 戦績
- アマチュアボクシング - 32戦16勝（1KO）16敗
- プロボクシング - 13戦10勝（3KO）2敗1分

| 戦           | 日付           | 勝敗 | 時間    | 内容        | 対戦相手                 | 国籍           | 備考                                      |
| ------------ | -------------- | ---- | ------- | ----------- | ------------------------ | -------------- | ----------------------------------------- |
| 1            | 2018年5月20日  | ☆    | 1R 1:32 | KO          | 福田瞬（結花）           | 日本           |                                           |
| 2            | 2018年9月4日   | ☆    | 1R 1:50 | TKO         | 池上渉（郡山）           | 日本           |                                           |
| 3            | 2018年11月28日 | ☆    | 5R 0:58 | TKO         | 彭勝                     | 中華人民共和国 |                                           |
| 4            | 2019年5月19日  | ☆    | 8R      | 判定3-0     | レイモンド・タブゴン     | フィリピン     |                                           |
| 5            | 2019年9月21日  | ★    | 8R 0:54 | TKO         | フローイラン・サルダール | フィリピン     | WBOアジア太平洋スーパーフライ級王座決定戦 |
| 6            | 2020年9月27日  | ☆    | 8R      | 判定3-0     | 川端遼太郎（真正）       | 日本           |                                           |
| 7            | 2020年12月10日 | ☆    | 7R      | 負傷判定3-0 | 青山功（セレス）         | 日本           |                                           |
| 8            | 2021年6月29日  | ☆    | 8R      | 判定3-0     | 阿知和賢（ワタナベ）     | 日本           |                                           |
| 9            | 2021年9月05日  | △    | 8R      | 判定1-1     | 中村祐斗（市野）         | 日本           |                                           |
| 10           | 2022年2月8日   | ☆    | 8R      | 判定3-0     | 吉野ムサシ（八王子中屋） | 日本           |                                           |
| 11           | 2022年10月30日 | ☆    | 12R     | 判定3-0     | ウィルベルト・ベロンド   | フィリピン     | WBOアジア太平洋スーパーフライ級王座決定戦 |
| 12           | 2023年5月9日   | ☆    | 8R      | 判定3-0     | 近藤冬真（蟹江）         | 日本           |                                           |
| 13           | 2023年9月22日  | ★    | 8R 2:44 | TKO         | 高山涼深（ワタナベ）     | 日本           | 日本スーパーフライ級タイトルマッチ        |
| テンプレート |                |      |         |             |                          |                |                                           |

## 獲得タイトル
- WBOアジアパシフィックスーパーフライ級王座（防衛0=返上）